# علف بیدی (سرده)
علف بیدی (نام علمی: Lysimachia) نام یک سرده از تیره پامچالیان است.